# Scorpionidae
Scorpionidae là một họ bọ cạp. Họ này có 15 chi, 260 loài.

## Phân loại
Theo The Scorpion Files et Prendini
& Francke:
- Scorpioninae Latreille, 1802
  - Heterometrus Ehrenberg, 1828
  - Opistophthalmus Koch, 1837
  - Pandinus Thorell, 1876
  - Scorpio Linnaeus, 1758
  - †Mioscorpio Kjellesvig-Waering, 1986
  - †Sinoscorpius Hong, 1983
- Diplocentrinae Karsch, 1880
  - Diplocentrini Karsch, 1880
    - Bioculus Stahnke, 1968
    - Cazierius Francke, 1978
    - Didymocentrus Kraepelin, 1905
    - Diplocentrus Peters, 1861
    - Heteronebo Pocock, 1899
    - Oiclus Simon, 1880
    - Tarsoporosus Francke, 1978

  - Nebini Kraepelin, 1905
    - Nebo Simon, 1878
- Rugodentinae Bastawade, Sureshan & Radhakrishnan, 2005
  - Rugodentus Bastawade, Sureshan & Radhakrishnan, 2005
- Urodacinae Pocock, 1893
  - Urodacus Peters, 1861
  - Aops Volschenk & Prendini, 2008